# Gouwzee

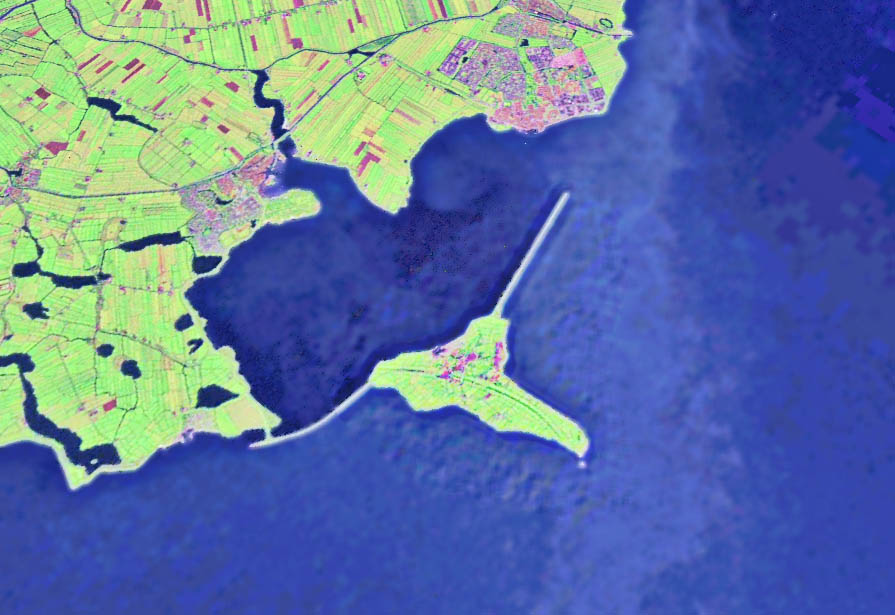
La Gouwzee et la presqu'île de Marken

La Gouwzee est la partie du lac Markermeer comprise entre la presqu'île de Marken et la région de Waterland, dans le centre des Pays-Bas. Marken a été une île jusqu'en 1957, jusqu'à son rattachement au « continent » de la Hollande-Septentrionale par une digue.
Les localités de Monnickendam et de Volendam sont également situées sur les rives de la Gouwzee.
La Gouwzee est très peu profonde et ses eaux sont très claires. Elle fait partie de la réserve naturelle du Markermeer ; plusieurs lois écologiques visant à protéger la nature y sont en vigueur. En arrière-saison, la Gouwzee est le lieu de rassemblement pour les nettes rousses, au début de leur migration hivernale.
La Gouwzee est également un lieu de prédilection pour les pratiquants de sports nautiques tels la voile et la planche à voile.

## Source
- (nl) Cet article est partiellement ou en totalité issu de l’article de Wikipédia en néerlandais intitulé « Gouwzee » (voir la liste des auteurs).